# Gèl·lies
Gèl·lies (grec antic: Γελλίας, llatí: Gellias) o Tèl·lies (grec antic: Τελλίας, llatí: Tellias) fou un ciutadà d'Acragant molt ric i que duia un gran tren de vida i era molt hospitalari. Vivia abans de la destrucció de la ciutat pels cartaginesos d'Hanníbal fill de Giscó (406 aC); quan els cartaginesos van destruir la ciutat es va refugiar al temple d'Atenea, però en assabentar-se que els cartaginesos no respectaven els santuaris grecs, va incendiar el temple i va morir a les flames.